# Caterham F1 Team
Caterham F1 Team var et malaysisk og senere britisk Formel 1-team der kørte i verdensmesterskabet fra 2012 til 2014. I slutningen af 2014 måtte holde lukke helt ned efter man ikke kunne finde en køber.